# Catarroja
Catarroja és un municipi del País Valencià situat a la comarca de l'Horta Sud.

## Geografia
Situat a la comarca de l'Horta Sud, es troba a 8 km del cap i casal de València; i molt a prop del llac valencià per excel·lència, l'Albufera. El port de l'Albufera de Catarroja a hores d'ara és un referent, el qual s'ha convertit en el bressol de l'all i pebre (plat típic valencià la base principal del qual és l'anguila).
S'estén per una extensa plana al·luvial enfonsada d'ençà del Miocè, que s'eleva de la mar Mediterrània estant fins als turons de l'oest. L'horta i la marjal són els elements més definitoris del paisatge, en què l'Albufera amb les seues barques, la pesca, el port i el conreu de l'arròs són la raó de ser-hi. Els camps d'arròs amb les xicotetes construccions que allotgen els motors d'aigua i els horts de taronges conformen el paisatge agrari en l'actualitat. El clima és mediterrani.
El seu terme municipal limita amb els d'Albal, Alcàsser, Massanassa, Paiporta, Picanya, Torrent i la ciutat de València.

## Història

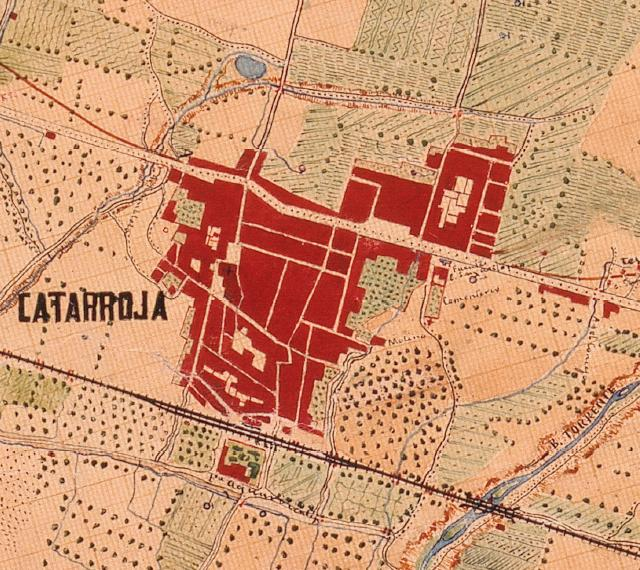
Catarroja el 1883

En les partides de l'Hort de Pepica i de l'Alter, s'hi han trobat deixalles arqueològiques de l'època romana; la fundació de la vila és, però, musulmana. En 1238 Jaume I dona el lloc a Pelegrí d'Atrossillo.
A principis del segle xiv el lloc era propietat, de Berenguer Dalmau, d'origen gironí, que va dividir els termes de Torrent i Catarroja en 1315 i va refusar, recolzat pels vilatans, de pagar el delme a l'església, per la qual cosa va ser excomunicat. El seu fill Berenguer Dalmau va restituir el delme a l'església i va donar títol de vila el 28 de maig de 1355. El tercer Berenguer Dalmau obtingué de Joan II el privilegi de franquícies. Els membres d'aquest llinatge, fusionats amb els Sanoguera (Sangonera segons altres fonts), van perdre la possessió, per venda a Joan Escrivà, el 1417; el fill d'aquest, a causa dels deutes que havia contret, hagué de transferir-la a Joan Pujades; Gilabert Dalmau va recuperar la titularitat en contraure matrimoni amb Brunissen Escrivà, filla de Guillem Escrivà i germana de Guillem d'Escrivà, el qual l'havia venut als Pujades. D'aquesta manera els Dalmau-Sanoguera aconseguiren vincular-se amb el senyoriu durant els darrers quatre-cents.
En el segle xvi va pertànyer als Calatayud, comtes del Real i al ducat de Vilafermosa, durant la guerra de les Germanies, Catarroja, va jugar un important paper a causa de la proximitat a València, al costat del Camí Reial de Xàtiva, que n'era la via d'accés a la capital del sud enfora. L'any 1631 Ximén Pérez de Calatayud obtingué de Felip IV el privilegi de mer i mixt imperi, la qual cosa provocà un plet entre el senyor i els vilatans, que aquell va guanyar. A partir de l'any 1670, a causa dels processos d'aterraments de l'Albufera i a l'incipient conreu de l'arròs la gent comença a viure de l'Albufera i s'hi constata un important creixement demogràfic.
D'ençà del 17 de setembre de 1801 al 2 d'octubre hi hagué un importantíssim motí que tingué com a base la manca d'aliments i com a objectiu la negativa dels llauradors a satisfer els drets dominicals; durant la guerra de la Independència el general Hanspe hi instal·là la seua caserna general; l'any 1885 una epidèmia de còlera va provocar moltes víctimes; durant la revolució cantonal, a la qual s'havia adherit Catarroja, s'hi allotjà l'exèrcit de Martínez Campos de la qual va iniciar l'esclafament de la insurrecció contra el feixisme amb una administració pulcra que fou la resposta de les forces populars al cop d'estat. Els partits polítics i els sindicats van mantenir el bon funcionament de les institucions, destacant-hi l'actuació de la Col·lectivitat de Treballadors Camperols (El Muntó).
El 2010 reberen el premi Escoba de Oro per la gestió de residus. El 2015 aquesta gestió va caure en un punt de decadència que va fer que molts veïns es queixaren.

## Demografia
El 2024, Catarroja tenia 30.090 habitants
| any  | habitants |
| ---- | --------- |
| 1900 | 7.043     |
| 1910 | 7.977     |
| 1920 | 8.308     |
| 1930 | 9.056     |
| 1940 | 10.437    |
| 1950 | 11.204    |
| 1960 | 11.680    |
| 1970 | 15.703    |
| 1981 | 20.195    |
| 1991 | 20.157    |
| 2000 | 20.616    |
| 2010 | 27.679    |
| 2020 | 28.608    |

## Economia
Catarroja ha sigut una vila de tradició pesquera, encara que a poc a poc aquest treball gairebé s'ha perdut. També té, però, una àmplia zona d'horta i, sobretot, la marjal, el cultiu principal de la qual és l'arròs, conreat en el Camí del Port (ribera de l'Albufera).
El Mercat Municipal suposa un dels eixos centrals de l’economia local, raó per la qual s’han promogut diverses iniciatives per fomentar l’activitat econòmica en aquest i impulsar la seua capacitat d’ocupació al municipi.
Quant a la indústria, hi destaca de manera important el sector del moble. També podem destacar-ne l'existència d'un fort teixit empresarial situat en el polígon industrial.
L'últim rajolar de Catarroja -Cerámicas Cánovas- va tancar el 1993.

## Política i govern

### Composició de la Corporació Municipal
El Ple de l'Ajuntament està format per 21 regidors. En les eleccions municipals del 2023 foren elegits 7 regidores i regidors del Partit Socialista del País Valencià (PSPV-PSOE), 5 de Compromís per Catarroja (Compromís), 5 del Partit Popular (PP) i 4 de Vox.
| Eleccions municipals de 28 de maig de 2023 - Catarroja                                                                              |                                            |                                     |                                     |         |         |          |
| Candidatura | Candidatura                                | Candidatura                         | Cap de llista                       | Vots    | Vots    | Regidors |
| | Partit Socialista del País Valencià-PSOE   |                                     | Lorena Silvent Ruiz                 | 4.040   | 27,61%  | 7 (+1)   |
| | Compromís per Catarroja: Acord per Guanyar |                                     | Jesús Monzó Cubillos                | 3.380   | 23,10%  | 5 (-2)   |
| | Partit Popular                             |                                     | Rafael Sanchis Muñoz                | 3.210   | 21,94%  | 5 (+1)   |
| | Vox                                        |                                     | David Nacher Ramon                  | 2.620   | 17,90%  | 4 (+4)   |
| | Altres candidatures                        |                                     |                                     | 1.383   | 9,44%   | 0 ( -4)  |
| | Vots en blanc                              |                                     |                                     | 193     | 1,3%    |          |
| Total vots vàlids i regidors | Total vots vàlids i regidors               | Total vots vàlids i regidors        | Total vots vàlids i regidors        | 14.826  | 100 %   | 21       |
| | Vots nuls                                  | Vots nuls                           | Vots nuls                           | 149     | 0,99%   |          |
| Participació (vots vàlids més nuls)                                                                                                 | Participació (vots vàlids més nuls)        | Participació (vots vàlids més nuls) | Participació (vots vàlids més nuls) | 14.975  | 70,7%** |          |
| Abstenció | Abstenció                                  | Abstenció                           | Abstenció                           | 6.207*  | 29,3%** |          |
| Total cens electoral | Total cens electoral                       | Total cens electoral                | Total cens electoral                | 21.182* | 100 %** |          |
| Alcalde: Lorena Silvent Ruiz (PSPV) (17/06/2023) Per majoria absoluta dels vots dels regidors (12 vots: 7 de PSPV i 5 de Compromís) |                                            |                                     |                                     |         |         |          |
| Fonts: JEC, JEZ València, M. Interior, Periòdic Ara. (* No són vots sinó electors. ** Percentatge respecte del cens electoral.)     |                                            |                                     |                                     |         |         |          |

### Alcaldes
Des de 2023 l'alcaldessa de Catarroja és Lorena Silvent i Ruiz, del PSOE.
| Període                       | Alcalde o alcaldessa                             | Partit polític | Data de possessió     | Observacions             |
| ----------------------------- | ------------------------------------------------ | -------------- | --------------------- | ------------------------ |
| 1979–1983                     | Antonio Cubillos Royo                            | PSPV-PSOE      | 19/04/1979            | --                       |
| 1983–1987                     | Antonio Cubillos Royo                            | PSPV-PSOE      | 28/05/1983            | --                       |
| 1987–1991                     | Antonio Cubillos Royo                            | PSPV-PSOE      | 30/06/1987            | --                       |
| 1991–1995                     | Antonio Cubillos Royo                            | PSPV-PSOE      | 15/06/1991            | --                       |
| 1995–1999                     | Francisco Chirivella Peris                       | PP             | 17/06/1995            | --                       |
| 1999–2003                     | Francisco Chirivella Peris                       | PP             | 03/07/1999            | --                       |
| 2003–2007                     | Mª Ángeles López Sargues                         | UV             | 14/06/2003            | --                       |
| 2007–2011                     | Francisco Chirivella Peris Soledad Ramón Sánchez | PP             | 16/06/2007 12/01/2010 | Defunció (30/12/2009) -- |
| 2011–2015                     | Soledad Ramón Sánchez                            | PP             | 11/06/2011            | --                       |
| 2015–2019                     | Jesús Monzó Cubillos                             | Compromís      | 13/06/2015            | --                       |
| 2019-2023                     | Jesús Monzó i Cubillos                           | Compromís      | 15/06/2019            | --                       |
| Des de 2023                   | Lorena Silvent i Ruiz                            | PSPV-PSOE      | 17/06/2023            | --                       |
| Fonts: Generalitat Valenciana |                                                  |                |                       |                          |

## Monuments

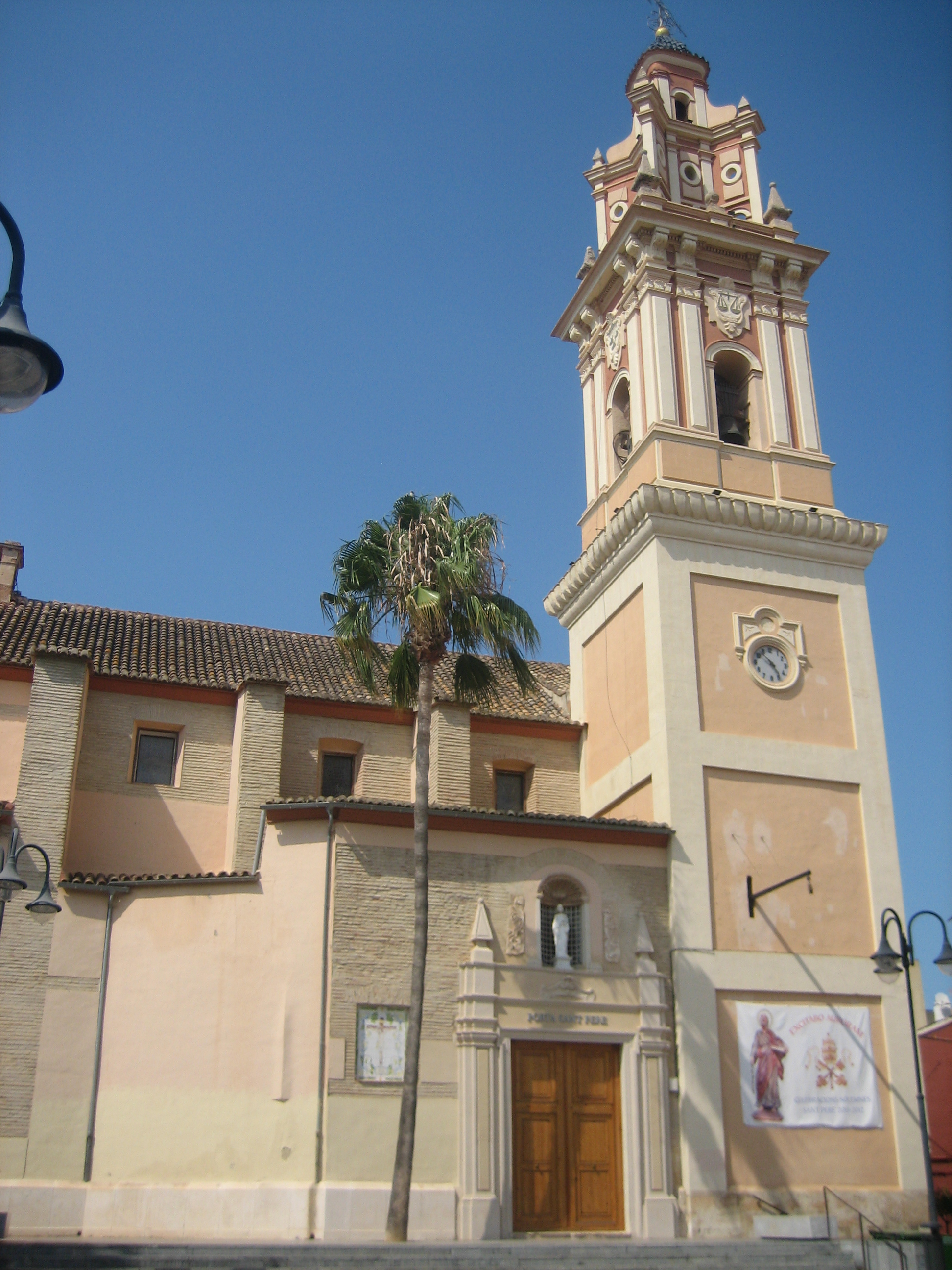
Església de Sant Miquel

### Monuments religiosos
- Església de Sant Miquel.[14] Restaurada l'any 1701 pels pescadors.
- Ermita de Sant Antoni de Pàdua.
- Cementeri municipal de la vila de Catarroja, construït el 1885 segons l'Ajuntament de Catarroja.[15]

### Monuments civils
- Casa Palau Vivanco. Barroc del xviii. Declarada BIC.
- Pont del Barranc de Xiva. Obra de Vicent Gascó de l'any 1767.
- Xemeneia de l'Hort de Fadrí declarada BRL.[16]
- Xemeneia de l'Hort de Santa Anna declarada BRL.[17]
- Xemeneia del Motor Moderno declarada BRL.[18]
- Mercat Municipal. Modernista, de 1927.
- Col·legi Públic Esteban Paluzie. Edifici construït l'any 1927.

## Llocs d'interés
El Port de Catarroja, un canal amb accés al llac de l'Albufera, discorre pràcticament paral·lel al barranc de Xiva. Hi trobem cases com "Casa Sulema", "Casa Baina" i "Casa Primitiva" que, a l'empara de ser antigues, han estat remodelades (alguna d'elles, fins i tot, il·legalment) sense cap projecte d'obra ni respecte per l'entorn.

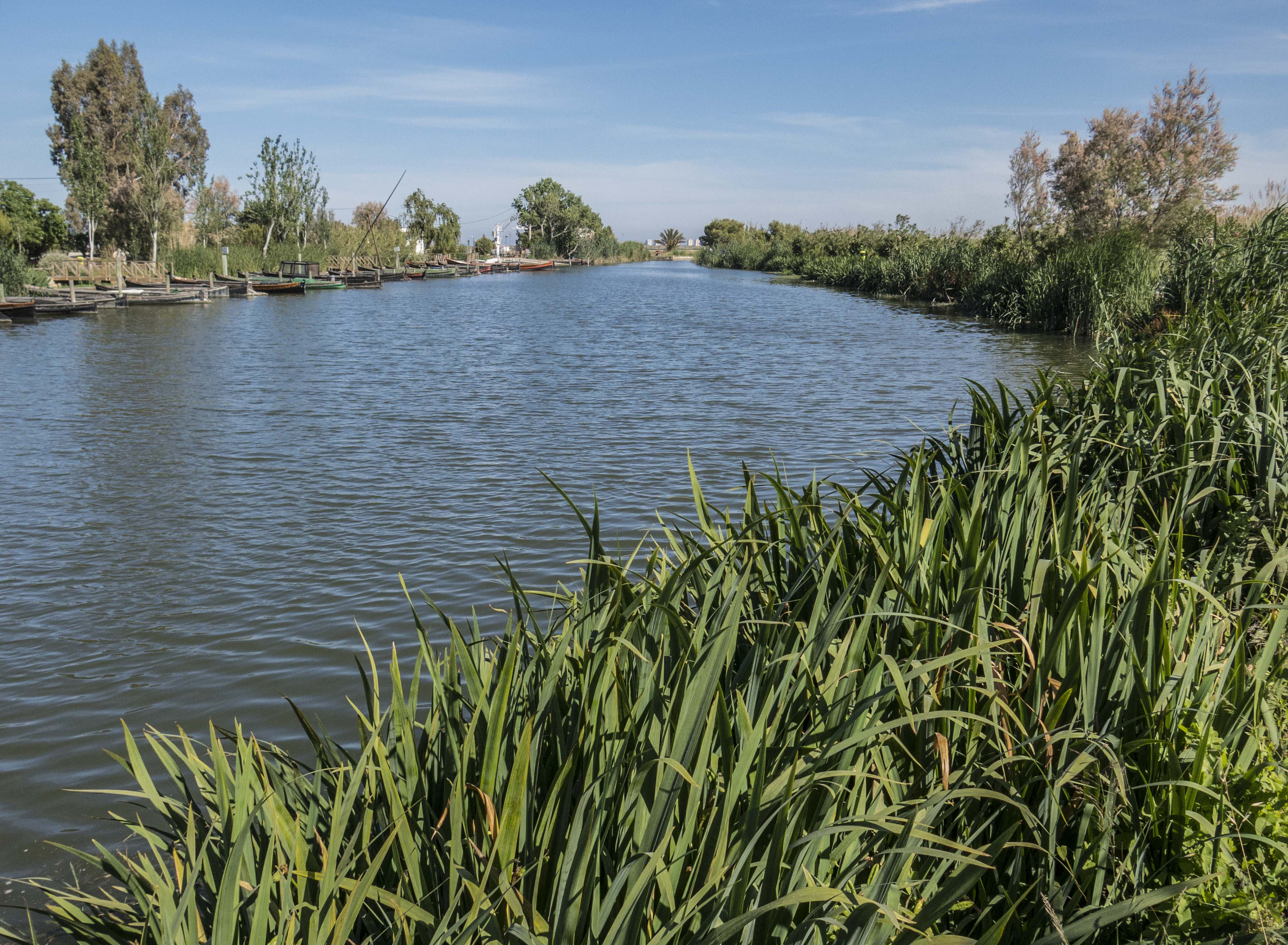
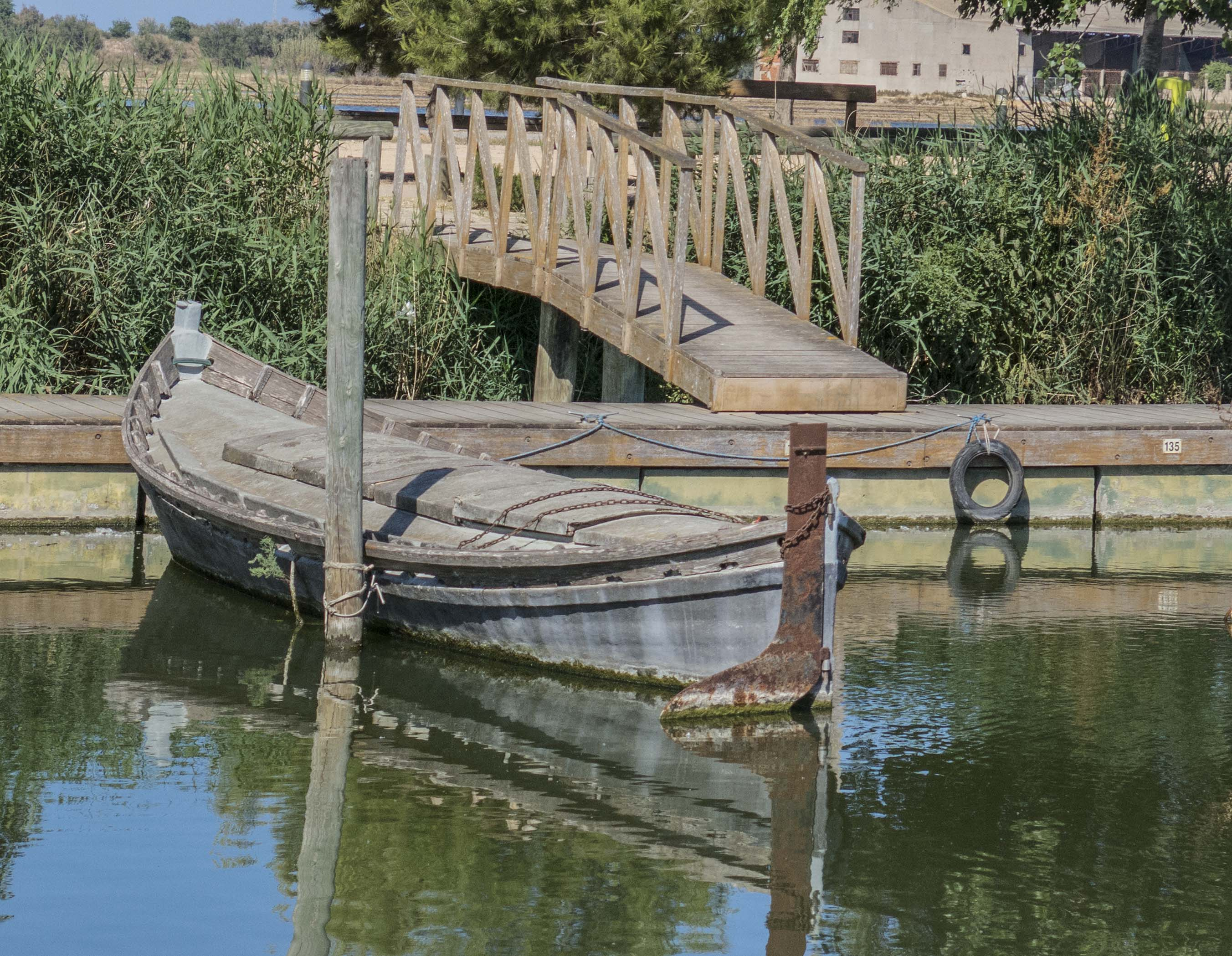
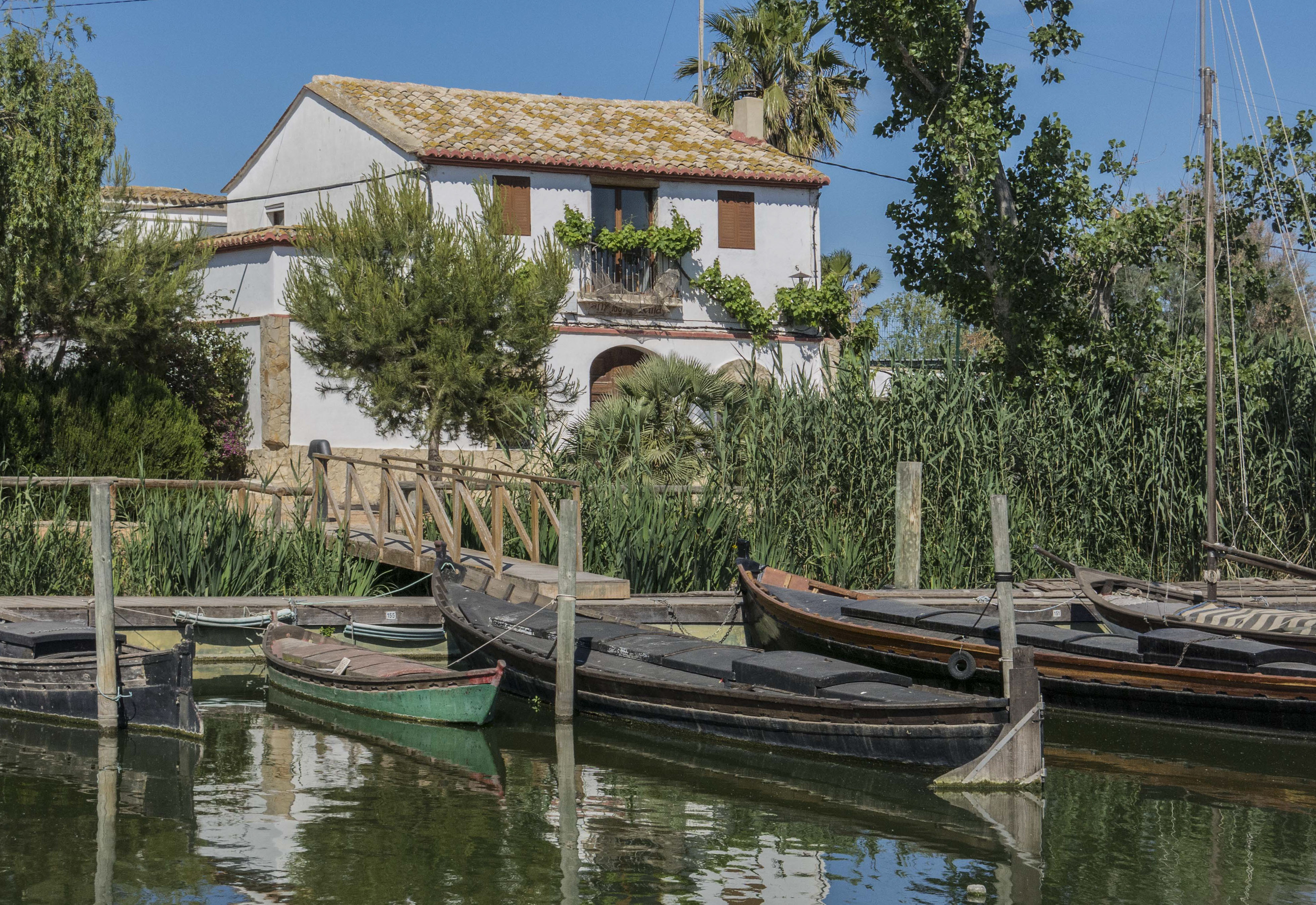
Port de Catarroja
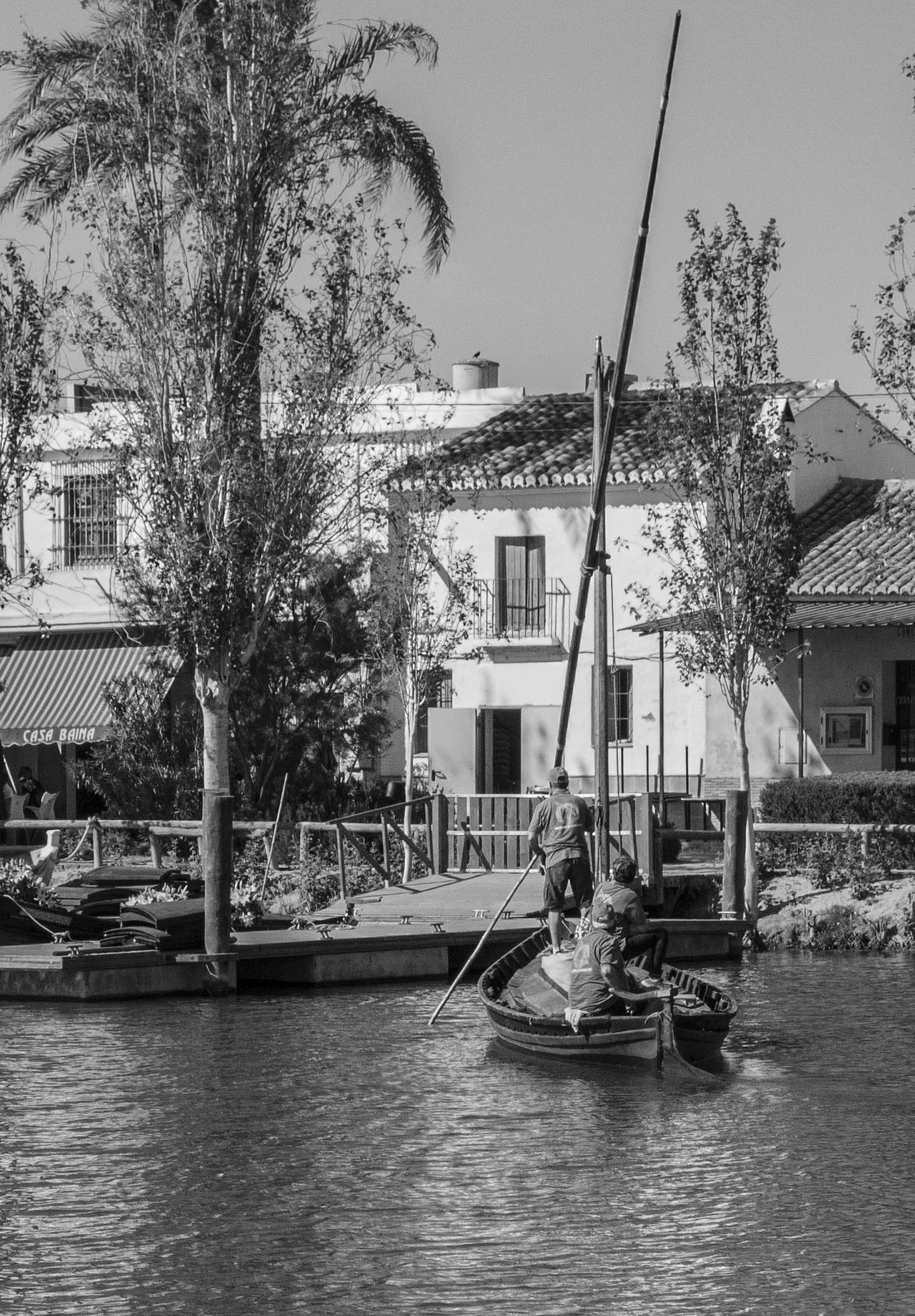
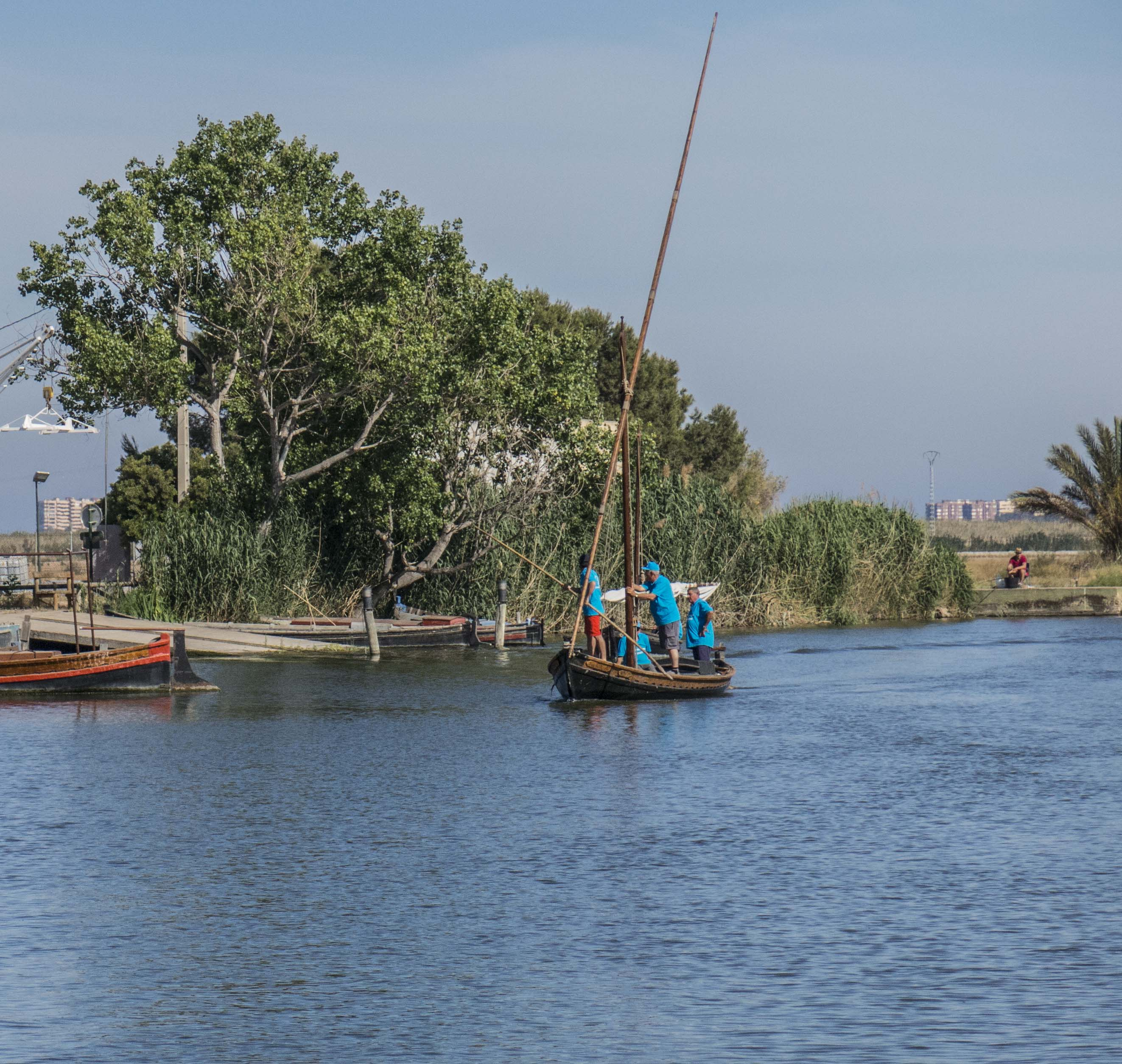

## Festes i celebracions
- Festes patronals en honor de Sant Miquel i festes de Moros i Cristians. Se celebren l'última quinzena de setembre, coincidint amb la sega de l'arròs. Hi destaquen les festes de Moros i Cristians, festes més multitudinàries del municipi, que consten dels actes més tradicionals de la Gran Entrada de Moros i Cristians, les ambaixades o l'entrada de bandes de música, entre altres que es mesclen amb actes lúdics i festius que organitzen les 9 filades (5 mores i 4 cristianes) del municipi. Des de 2019, els Moros i Cristians de Catarroja ostenten el títol de Festa d'Interés Turístic Local. La música constitueix una altra part cabdal d’aquestes festes, raó per la qual en l’Entrada de Moros i Cristians hi participen entre cinc i vint particions musicals amb les seues esquadres.[19] Altres actes importants de les festes patronals són el concurs gastronòmic d'allipebre (plat autòcton), regates de Vela Llatina al llac de l'Albufera (BIC), la Festa de la Sega de l'Arròs o la processó de Sant Miquel el 29 de setembre, processó important a la comarca pel gran nombre de sants i imatges que hi participen.
- Concurs Internacional d'Allipebre: Es tracta d'un dels concursos gastronòmics més antics d'Espanya, en el qual l'allipebre és el plat protagonista que se celebra durant les Festes Majors de San Miguel, concretament el dissabte més pròxim al dia del patró. Es tracta del plat més singular de la localitat, el qual es menja en totes les localitats de l'Albufera i la ciutat de València, si bé és Catarroja la que ostenta el títol de Bressol de l'Allipebre. Aquest esdeveniment és un dels més multitudinaris de la comarca, ja que atrau gran part de la ciutadania local, però també de visitants d'altres llocs del País Valencià. Destaca pel seu caràcter popular. Cent cinquanta persones de la localitat competeixen amistosament per ser el millor cuiner d'aquest plat utilitzant la recepta i utensilis tradicionals, com el típic 'perol de ferro' i cuinat a llenya. Els visitants poden degustar també l'allipebre, a més de gaudir de l'entorn del Port de Catarroja, un dels llocs més emblemàtics i turístics del Parc Natural de l'Albufera de València.
- Sant Antoni Abat. Se celebra la setmana del 17 de gener, dia de Sant Antoni Abat. Aqueix mateix dia es venen a l'església de Sant Antoni pans beneïts i es realitza el tradicional porrat. El divendres d'aqueixa setmana es planta una foguera al matí que es crema aqueixa mateixa nit, juntament amb altres fogueres que realitzen algunes comissions falleres. Al capdavall, com a acte més important, el diumenge es beneeixen els animals domèstics al Mercat i es realitza una desfilada de cavalls i carruatges que venen de tota la comarca per a la seua benedicció.
- Falles. Aquesta festa tan important en la ciutat de València també esdevé a Catarroja per mitjà de la Junta Local Fallera, formada per les 10 falles del municipi. Consta de tots els actes tradicionals de les Falles de València.
- Mig any de Moros i Cristians. Se celebren l'últim cap de setmana d'abril, quan resta menys de Mig Any per a les festes patronals, amb gran protagonisme de les festes de Moros i Cristians. Aqueix cap de setmana s'instal·la un gran mercat medieval al nucli antic i les diverses filades del municipi realitzen una "entrada falsa" en què els components de la festa porten les seues tradicionals gel·labes oficials.
- Creus de maig. La primera setmana de maig, quan coincideix amb les festes de la Mare de Déu dels Desemparats i de la Mare de Déu de la Mina a Catarroja, les comissions falleres planten al carrer o plaça una gran creu tradicional o innovadora que tradicionalment era de flors en una al·legoria a la primavera.
- Sant Pere. Patró del barri de pescadors de Les Barraques (nucli antic). El barri celebra les seues festes amb una gran diversitat d'actes en què destaca el tradicional "Sant Pere al port" on la imatge de Sant Pere és portada en romeria de l'església de Sant Miquel en un carruatge a cavall fins al Port, en què es puja en barca i es trasllada dins del llac de l'Albufera, on es fa una missa en el seu honor. Tots els assistents acudeixen en barca a veure aquest tradicional acte. El dia posterior a la processó de Sant Pere, es fa "el dia del gos" un dia per relaxar-se i passar-s'ho bé en família i amb els amics després d'acabar les festes del barri.
- Crist de la Pietat. Aquestes festes, traslladades a la setmana anterior a les festes majors, han recuperat una tradició antiga: la "Carxofa" (en procés de ser declarada bé d'interés cultural). Un bellíssim espectacle que val la pena admirar a la porta de l'església de Sant Miquel.

## Fills il·lustres
Vegeu Categoria:Catarrogins
- Francesc de Catarroja (Catarroja, 1696 – Maracaibo, Veneçuela, 1752) fou un frare missioner i lingüista, autor de la primera obra lexicogràfica de la llengua barí.
- Benvingut Oliver i Estellés (Catarroja, 1836 – Madrid, Espanya, 1912) fou jurista i historiador, membre de la Reial Acadèmia de la Història d'Espanya.
- Josep Manuel Izquierdo Romeu (Catarroja, 1890 – † València, 1951) fou compositor, músic i professor del Conservatori de València.
- Bartolomé Raga Fortea (Catarroja, 1932) és músic (retirat), director de banda, fou director convidat de la unió Musical L'Artesana de Catarroja, arranjador i compositor.
- Salvador Chulià Hernàndez (Catarroja, 1944) és músic, compositor i director del Conservatori Professional de Música "José Iturbi" de València.
- Toni Artis (Catarroja, 1949), cantant.
- Miquel Gil i Alfonso (Catarroja, 1956) és un cantant, exmembre del grup Al Tall.
- Ricardo Penella Arias (Catarroja, 1957) és un exfutbolista, jugador del València CF.
- Enric Esteve (Catarroja, 1957), instrumentista de corda i percussió.[20]
- Maria Jesús Yago Casas (Catarroja, 1964) és una poetessa.
- Ramon Guillem Alapont (Catarroja, 1959) és un poeta.
- Pasqual Alapont Ramon (Catarroja, 1963) és un escriptor i actor.
- Maria Maroto Garcia (Catarroja, 1986) és una actriu de teatre, televisió i cinema.
- Perxitaa (Catarroja, 1991) és un famós youtuber amb més de 2 milions de seguidors.

## DANA
El 29 d’octubre de 2024, el municipi de Catarroja va sofrir les devastadores conseqüències de la DANA, una gota freda que va arrasar amb una totalitat de 78 municipis del País Valencià, on han quedat registrades 224 morts.
En concret, les xifres de morts a Catarroja han sigut de 25 persones; 18 de les quals són dones, mentre que els 7 restants són homes. Es converteix així en el segon municipi amb més morts de tots els afectats per la DANA al País Valencià.
Catarroja es trobava a l’epicentre de la tragèdia, formant part de l’anomenada “zona zero” de la DANA, juntament amb Paiporta, Benetússer, Albal i Massanassa. Sols en la seua avinguda Blasco Ibáñez van morir 5 persones, totes en un garatge, que van tractar de salvar de la riuada per evitar la destrossa dels seus vehicles. Aquesta avinguda es trobava a 1 minut caminant del barranc de Poio, la qual cosa va suposar que els seus veïns foren els primers a sofrir la inundació després del seu desbordament.
Cal destacar que l'alcaldessa de Catarroja, Lorena Silvent, hores abans de la tragèdia, va decidir suspendre l'activitat lectiva per la intensitat de les pluges a la Ribera, amb la finalitat d'evitar que els estudiants hagueren de traslladar-se a eixa zona per a fer classe. D'aquesta manera, es va aconseguir salvar nombroses vides que podrien haver-se posat en risc eixe 29 d'octubre.
Les ajudes que va rebre Catarroja durant els primers dies de la tragèdia van provenir de diferents parts d'Espanya: Navarra, Aragó, Madrid o Andalusia. Gràcies als seus servicis d'emergències, el municipi va aconseguir avançar en la millora de la situació després de la DANA. Així i tot, allò que primer va demandar la seua alcaldessa després del pas de l'aigua va ser la intervenció de l'exèrcit de manera urgent. Per part del Govern d’Espanya, Catarroja ha rebut ajudes directes a través del Ministeri de Política Territorial, que consisteixen en 138.097.939 euros per a la reconstrucció del municipi.
Així doncs, s'estima que les afectacions econòmiques per les infraestructures perdudes en el municipi valencià han sigut de 60 milions d'euros. Els danys causats pel temporal van ser molts i duradors, fins i tot tres mesos després de la tragèdia: amb cotxeres destruïdes per l’aigua, vehicles pels carrers, semàfors, contenidors… Sense oblidar els danys en els habitatges o negocis dels veïns, on la falta de reparació d'ascensors fa que les persones majors o amb diversitat funcional no puguen eixir al carrer.